# Постріл у лісі
«Постріл у лісі» (латис. Šāviens mežā) — радянський художній фільм режисера Ріхарда Пікса, знятий за мотивами роману Альберта Белса «Коріння» на Ризькій кіностудії у 1983 році.

## Сюжет
На початку клопіткого трудового тижня лісничий Лієпсаргс приймає у себе журналіста, що приїхав з Риги, який в дитячі роки жив по-сусідству. Прибув він за листом колишнього лісничого Чукурса, що звинувачує керівників колгоспу в нестримному залученні заїжджих бригад. На його думку наймані працівники безжально нищать ліс, вирубуючи будь-яку вказану їм ділянку. Відчуваючи себе якимись господарями життя вони не гребують браконьєрським відстрілом звірини. З одним з таких браконьєрів і зійшовся на вузькій лісовій стежці непоступливий Лієпсаргс.

## У ролях
- Едуардс Павулс — Лієпсаргс
- Олев Ескола — Чукурс
- Арнолдс Лініньш — Трукша
- Улдіс Думпіс — Васаріньш
- Яніс Паукштелло — Леїньш
- Мара Земдега — Альвіна
- Вера Селга — Ільзе
- Інара Слуцка — Ієва
- Юріс Ліснерс — Каспарс
- Хельмут Еглітіс — Янчук
- Антра Лієдскалниня — соціальний робітник
- Айварс Богданович — бригадир
- Михайло Кублінскіс — адвокат

## Знімальна група
- Автори сценарію: Віктор Лоренц
- Режисер-постановник: Ріхард Пікс
- Оператор: Давіс Сіманіс
- Композитор: Мартіньш Браунс
- Художник: Віктор Шільдкнехт